# Strange Fruit Records
Strange Fruit Records is een onafhankelijk Brits platenlabel, in 1986 opgericht door diskjockey John Peel en zijn vriend Clive Selwood. Dit label werd vooral bekend door het op de markt brengen van de beroemde Peel Sessions. De naam van het label was ontleend aan het liedje "Strange Fruit" van Abel Meeropol, beroemd geworden door de uitvoering van Billie Holiday.
Peel had jarenlang een radioprogramma voor de BBC, waarin regelmatig bekende en minder bekende bands en musici live optraden in de studio. Vanaf 1986 werden opnamen van dergelijke sessies op Strange Fruit Records uitgebracht. Het waren ep's waarop meestal vier liedjes stonden. De eerste uitgave was een plaat van de band New Order (een voortzetting van Joy Division na de dood van zanger Ian Curtis), met opnamen uit 1982. Daarna volgden veel sessies van grote punk- en postpunkbands. Onder de uitgebrachte platen waren ook albums met compilaties van meerdere sessies door dezelfde band. Verder verschenen op het label onder meer platen met liveopnamen uit de jaren zestig en zeventig en enkele compilaties met verschillende artiesten.  
Het label had tot doel om met platen van grote namen genoeg geld te verdienen om ook de openbaarmaking van werk van minder grote musici mogelijk te maken. Het label was echter zo succesvol, dat er enkele sublabels kwamen, zoals 'Nighttracks' (sessies van de Radio One's Evening Show), 'Raw Fruit' (concertopnamen van het Reading Festival) en 'Band of Joy' (BBC-sessieopnamen uit de jaren zestig en zeventig). In 1994 startte Peels collega Andy Kershaw 'Strange Roots', een label voor sessieopnamen van wereldmuziekartiesten en rootsmusici gemaakt tijdens zijn radioprogramma.
Strange Fruit was onderdeel van de Zomba Group en toen deze groep ondernemingen fuseerde met BMG sloot Strange Fruit de deuren, in 2004. Het laatste album was een plaat met de volledige Peel Sessions van New Order. Zes maanden later overleed Peel.